# Géraudot
Géraudot est une commune française, située dans le département de l'Aube en région Grand Est.

## Géographie

### Localisation
Géraudot est à 26 km à l'est de Troyes (18 km à vol d'oiseau).

### Communes limitrophes
| Rouilly-Sacey     |                   |       |
| Dosches           | Géraudot          | Piney |
| Lusigny-sur-Barse | Mesnil-Saint-Père |       |

### Description
Géraudot, autrefois orthographié Gérosdot, est une commune de la Champagne humide située sur les rives du lac d'Orient.

### Hydrographie
La commune est dans la région hydrographique « la Seine de sa source au confluent de l'Oise (exclu) » au sein du bassin Seine-Normandie. Elle est drainée par le Grand Ru, le Fossé 01 de l'Étang de Maurepaire, le Fossé 01 de l'Étang des Souchères et divers autres petits cours d'eau,.

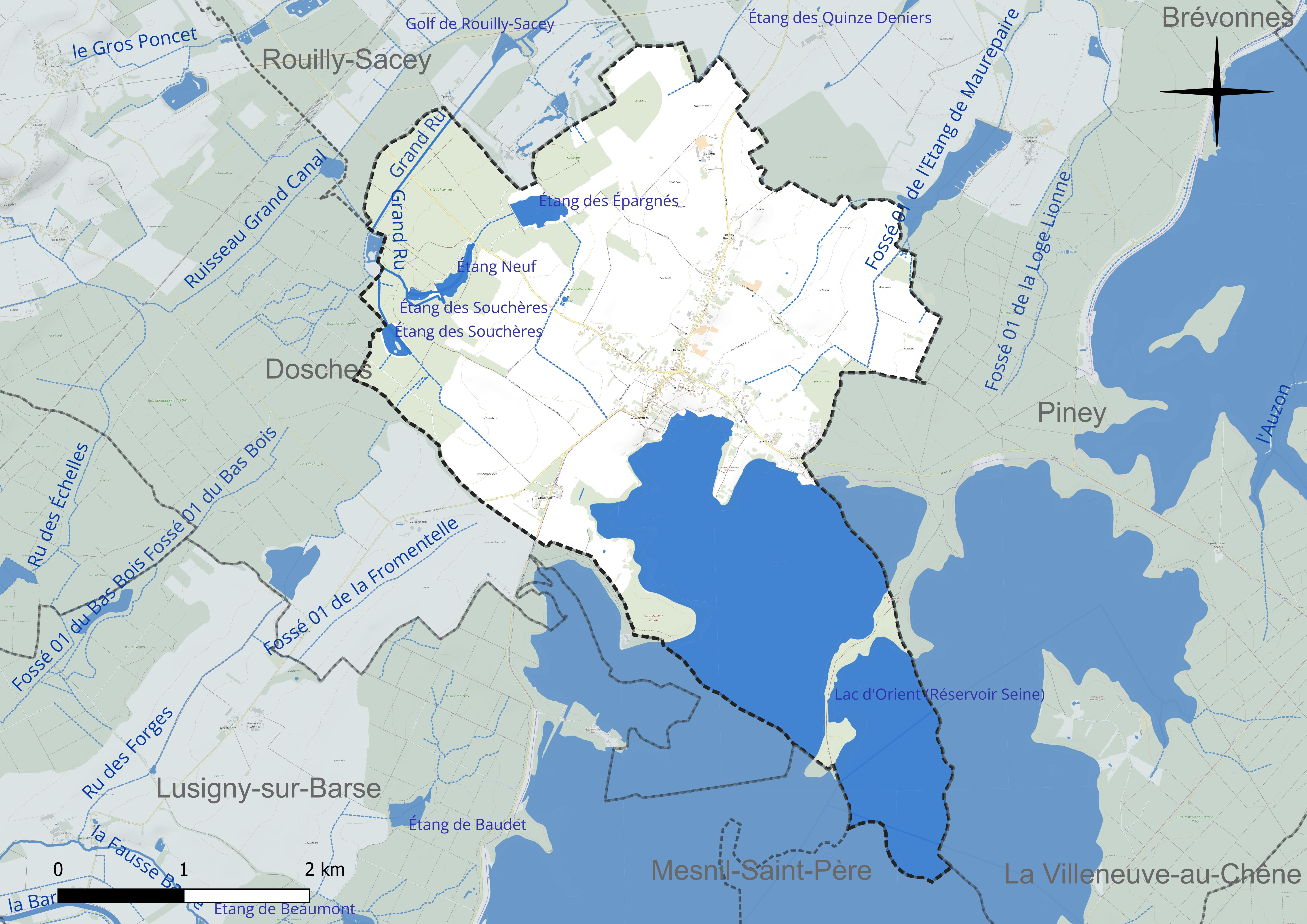
Réseau hydrographique de Géraudot.

Quatre plans d'eau complètent le réseau hydrographique : le lac d'Orient (le réservoir Seine), d'une superficie totale de 2 271,3 ha (451,4 ha sur la commune), l'étang des épargnés (7,9 ha), l'étang des Souchères (3,1 ha) et l'étang Neuf (4,3 ha),.

### Climat
Pour des articles plus généraux, voir Climat du Grand Est et Climat de l'Aube.
En 2010, le climat de la commune est de type climat océanique dégradé des plaines du Centre et du Nord, selon une étude du Centre national de la recherche scientifique s'appuyant sur une série de données couvrant la période 1971-2000. En 2020, Météo-France publie une typologie des climats de la France métropolitaine dans laquelle la commune est exposée à un climat océanique altéré et est dans la région climatique Lorraine, plateau de Langres, Morvan, caractérisée par un hiver rude (1,5 °C), des vents modérés et des brouillards fréquents en automne et hiver.
Pour la période 1971-2000, la température annuelle moyenne est de 10,7 °C, avec une amplitude thermique annuelle de 15,7 °C. Le cumul annuel moyen de précipitations est de 758 mm, avec 11,2 jours de précipitations en janvier et 8 jours en juillet. Pour la période 1991-2020, la température moyenne annuelle observée sur la station météorologique de Météo-France la plus proche, « Mesnil-Saint-Père », sur la commune de Mesnil-Saint-Père à 7 km à vol d'oiseau, est de 11,4 °C et le cumul annuel moyen de précipitations est de 772,6 mm. 
La température maximale relevée sur cette station est de 41 °C, atteinte le 25 juillet 2019 ; la température minimale est de −20,5 °C, atteinte le 2 janvier 1997,,.
Les paramètres climatiques de la commune ont été estimés pour le milieu du siècle (2041-2070) selon différents scénarios d'émission de gaz à effet de serre à partir des nouvelles projections climatiques de référence DRIAS-2020. Ils sont consultables sur un site dédié publié par Météo-France en novembre 2022.

## Urbanisme

### Typologie
Au 1er janvier 2024, Géraudot est catégorisée commune rurale à habitat dispersé, selon la nouvelle grille communale de densité à 7 niveaux définie par l'Insee en 2022.
Elle est située hors unité urbaine. Par ailleurs la commune fait partie de l'aire d'attraction de Troyes, dont elle est une commune de la couronne,. Cette aire, qui regroupe 209 communes, est catégorisée dans les aires de 200 000 à moins de 700 000 habitants,.
La commune, bordée par un plan d’eau intérieur d’une superficie supérieure à 1 000 hectares, le lac d'Orient, est également une commune littorale au sens de la loi du 3 janvier 1986, dite loi littoral. Des dispositions spécifiques d’urbanisme s’y appliquent dès lors afin de préserver les espaces naturels, les sites, les paysages et l’équilibre écologique du littoral, tel le principe d'inconstructibilité, en dehors des espaces urbanisés, sur la bande littorale des 100 mètres, ou plus si le plan local d’urbanisme le prévoit.

### Occupation des sols
L'occupation des sols de la commune, telle qu'elle ressort de la base de données européenne d’occupation biophysique des sols Corine Land Cover (CLC), est marquée par l'importance des territoires agricoles (49,2 % en 2018), en diminution par rapport à 1990 (50,8 %). La répartition détaillée en 2018 est la suivante : 
terres arables (30,4 %), eaux continentales (24,6 %), forêts (22,8 %), prairies (14,5 %), zones agricoles hétérogènes (4,3 %), zones urbanisées (3,3 %), espaces verts artificialisés, non agricoles (0,2 %). L'évolution de l’occupation des sols de la commune et de ses infrastructures peut être observée sur les différentes représentations cartographiques du territoire : la carte de Cassini (XVIIIe siècle), la carte d'état-major (1820-1866) et les cartes ou photos aériennes de l'IGN pour la période actuelle (1950 à aujourd'hui).

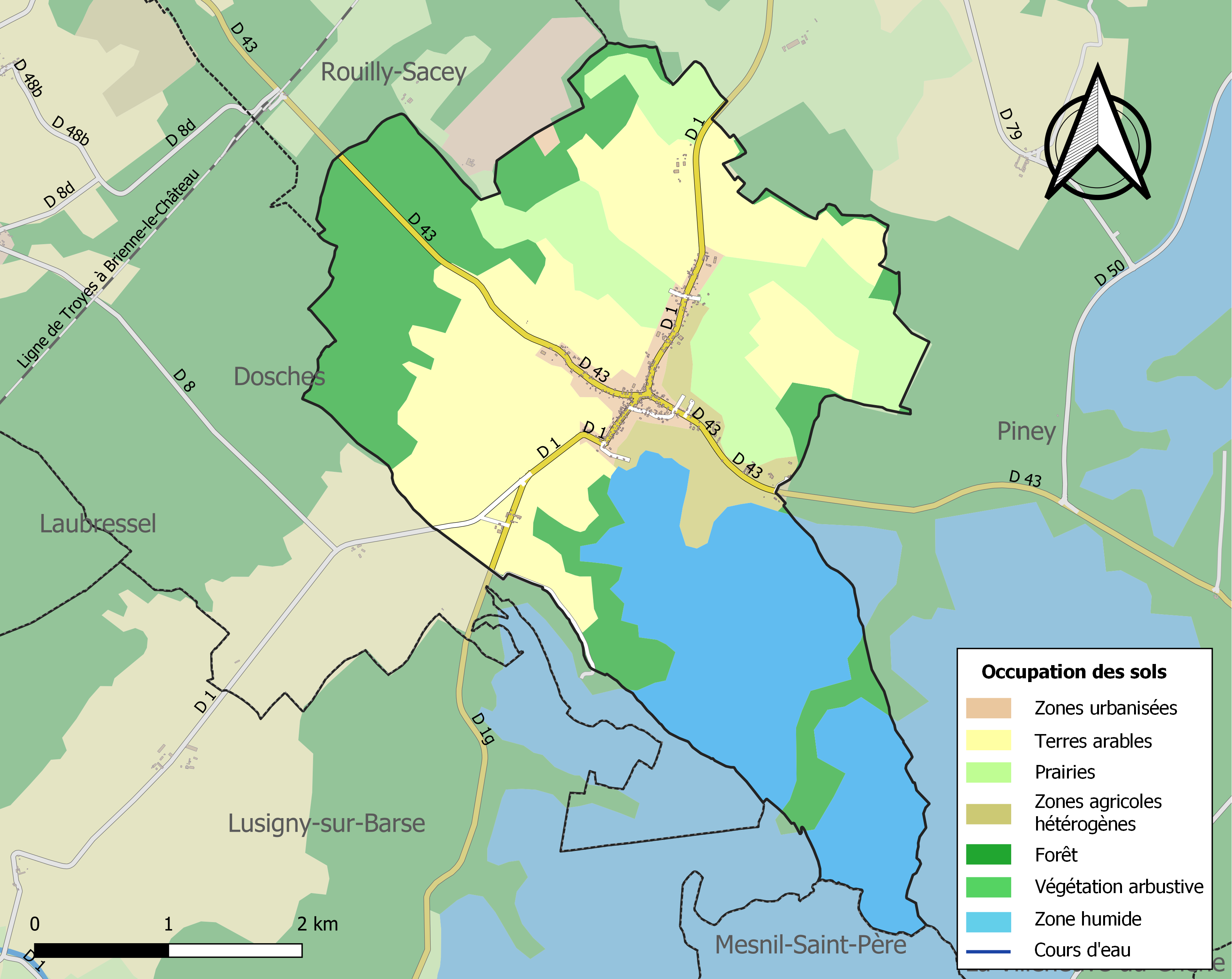
Carte des infrastructures et de l'occupation des sols de la commune en 2018 (CLC).

## Histoire
La première mention du village remonte à la donation de André de Rosson, chevalier du Temple qui fait don en 1220 de ce qu'il possède à Aillefol et Rosson à sa nouvelle confrérie. Sa fille Agnès confirme cette donation à la commanderie de Bonlieu.[réf. nécessaire]
En 1231, sur l'ancienne paroisse d'Aillefol, est fondée la commanderie de l'Hôpiteau par l'ordre de Saint-Jean de Jérusalem sur des terres vendues par le comte de Brienne Gautier IV.[réf. nécessaire]
Le village était une mairie royale.[réf. nécessaire]
En 1669 le village est réuni à la seigneurie d'Aillefol, qui relève de la grosse tour royale de Troyes.[réf. nécessaire]
En 1789, le village dépend de l'intendance et de la généralité de Châlons-sur-Marne, de l'élection de Troyes. Pour le bailliage, une partie relève de Troyes et pour partie de Chaumont. Il est aussi chef-lieu de district du 29 janvier au 29 novembre 1790 avant d'être rattaché au canton de Piney.[réf. nécessaire]
Le château, sur la route vers Lusigny est vendu à Révolution à Henri Clément, puis à Anatole Chanoine en 1851. Ainsi qu'une maison seigneuriale qui appartenait en 1526 à Pierre de Beauffremont au lieu-dit Aillefol et des terres au Haut-du-Porche. Louis II de Vienne obtenait par lettre patente de 1669 le rattachement de cette seigneurie au fief de Géraudot.[réf. nécessaire]

## Héraldique
|  | Les armes de la ville se blasonnent ainsi : D’azur à la cotice en barre d’or accompagnée en chef d’un petit voilier contourné d’argent et en pointe d’une grue contournée au naturel. |

## Politique et administration
| Période                                  | Période    | Identité                          | Étiquette | Qualité                                                                       |
| ---------------------------------------- | ---------- | --------------------------------- | --------- | ----------------------------------------------------------------------------- |
|                                          |            | Joseph Goussin                    |           |                                                                               |
|                                          |            | Adolphe Grandnom                  |           |                                                                               |
|                                          |            | Adrien Goussin                    |           |                                                                               |
|                                          |            | Louis Goussin                     |           |                                                                               |
|                                          | 1886       | Adolphe Grandnom                  |           |                                                                               |
| 1886                                     | 1887       | Alexandre Millard                 |           |                                                                               |
| 1887                                     | 1892       | Louis Goussin                     |           |                                                                               |
| 1892                                     | 1900       | Victore Goisier                   |           |                                                                               |
| 1900                                     | 1902       | Hippolyte Goussin                 |           |                                                                               |
| 1902                                     | 1909       | Louis Goussin                     |           |                                                                               |
| 1909                                     | après 1915 | Emile Ferdinand Delarue 1850-1931 |           | Menuisier                                                                     |
| mars 2001                                | mars 2008  | Marcel Launoy                     |           |                                                                               |
| mars 2008                                | mai 2020   | Roland Bernard                    | DVD       | Retraité                                                                      |
| mai 2020                                 | En cours   | Noémie Brague                     | DVC       | Assistante à la Coordination du Parcours Patient Grand Est secteur GHT 3 et 4 |
| Les données manquantes sont à compléter. |            |                                   |           |                                                                               |

## Lieux et monuments
- Lac d'Orient ;
- Église Saint-Pierre-et-Saint-Paul ;

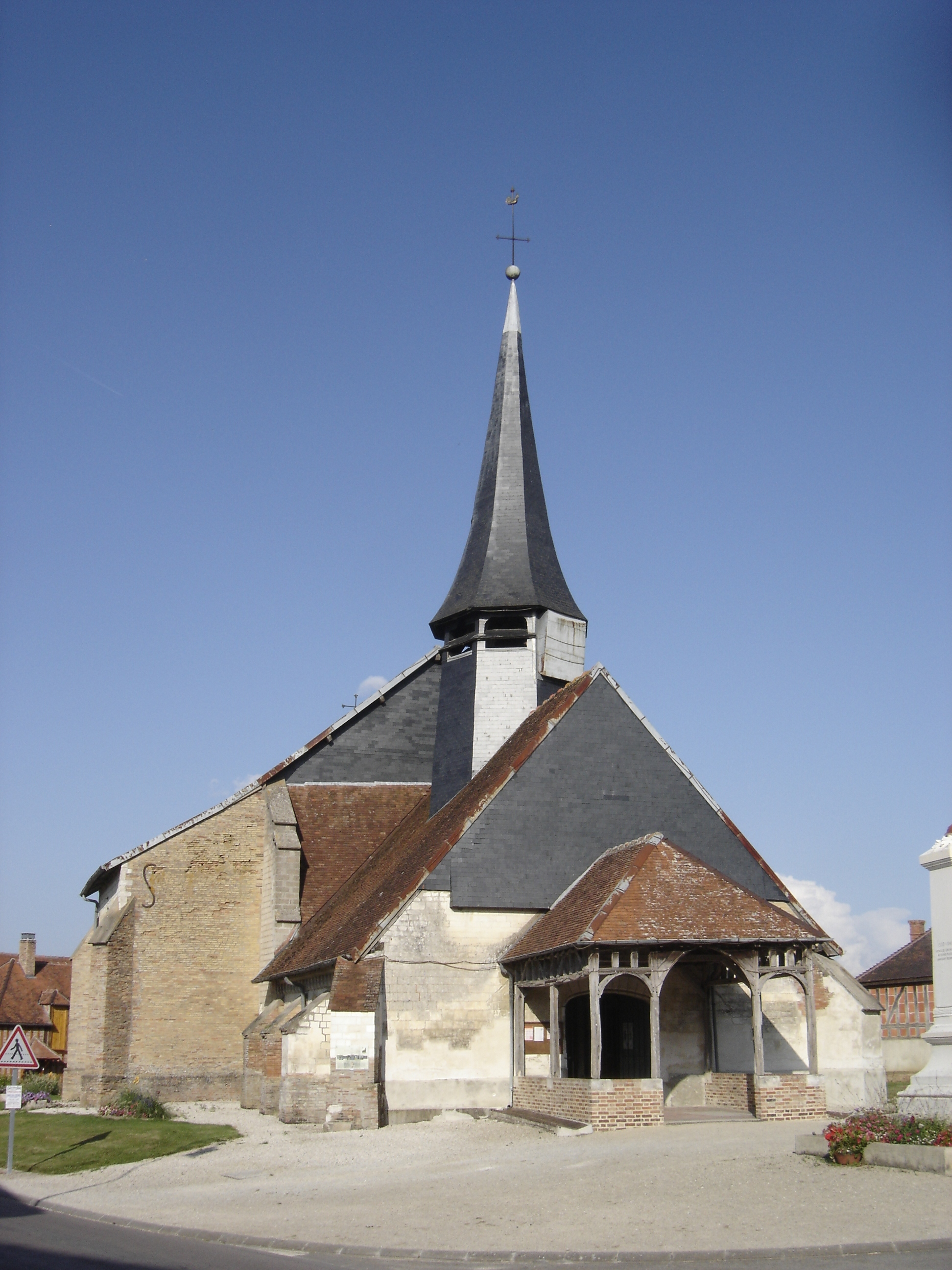
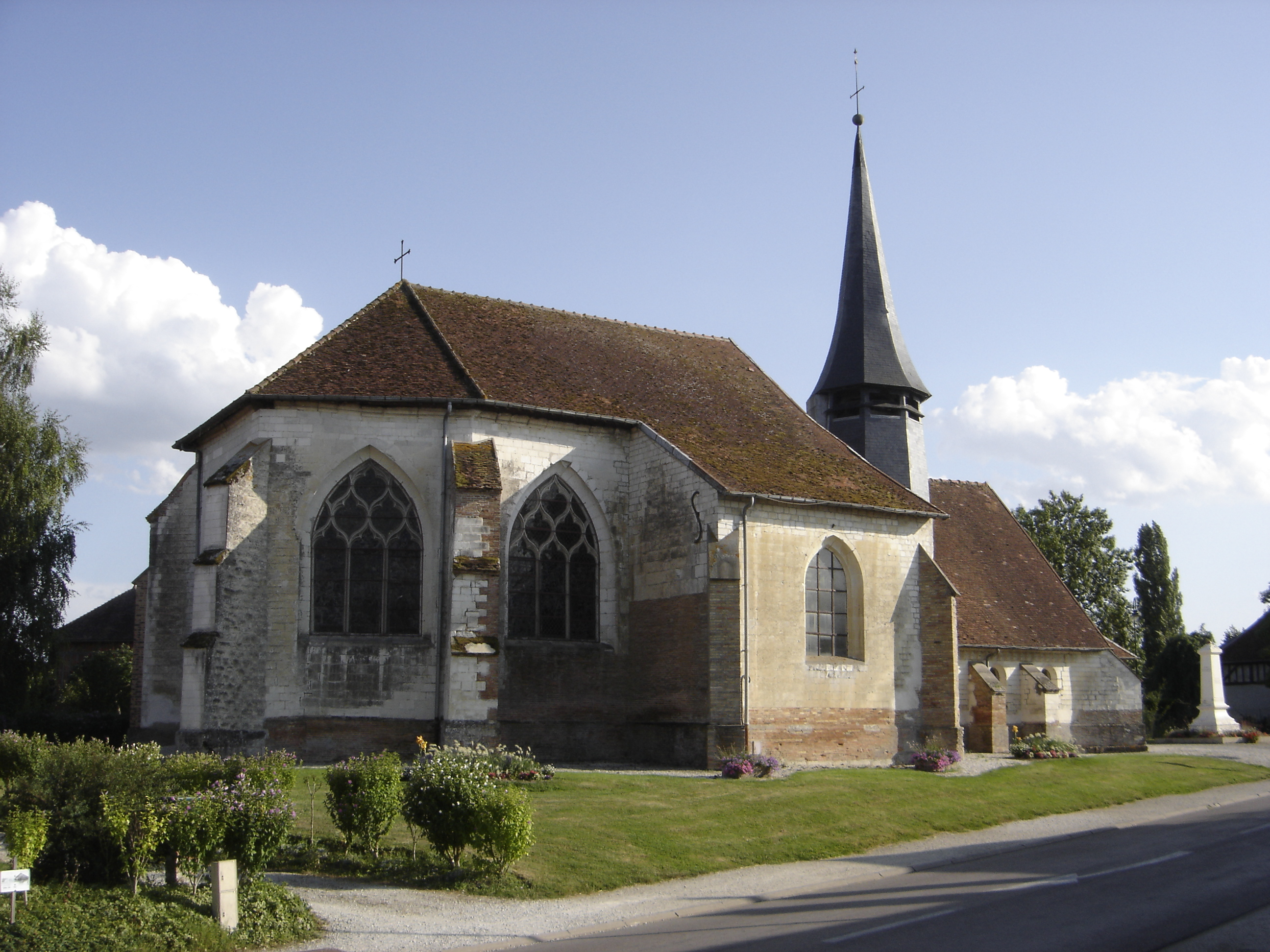

- Château de Géraudot, XVIIIe siècle. Propriété de la famille de Vienne, puis de la famille Chanoine.

## Personnalités liées à la commune
Edme Victor Bertrand, général des armées de la République et de l'Empire, né à Géraudot le 21 juillet 1769, mort à Vermandovillers le 15 janvier 1814 des suites d'une blessure contractée à Leipzig. Voir la Liste des généraux de la Révolution et du Premier Empire.